# 红棕逍遥蛛
红棕逍遥蛛（学名：Philodromus rufus）为逍遥蛛科逍遥蛛属的动物。分布于日本、朝鲜、北美洲、欧洲以及中国大陆的吉林、辽宁、内蒙古、河北、甘肃、青海、陕西、福建、四川、云南、西藏等地，常栖息于果园以及田埂。该物种的模式产地在法国。